# 莊淑旂
莊淑旂（1920年11月26日—2015年2月4日），生於台灣台北市，漢方傳統醫學及保健推廣工作者，食療養生專家。是台灣首位女性中醫師，台灣首位女性中醫博士。

## 學習漢醫
莊淑旂父親莊阿炎為廣東梅縣人，15歲到台灣台北大稻埕陳海濱開的藥舖擔任學徒，學習歧黃醫術及藥材藥性，學成後於1877年創辦「廣和堂」漢藥舖。
莊淑旂年幼時父親重男輕女，不傳授女兒醫術，只在旁邊觀摩。1933年因家中學徒暴斃，不得已情況下父親要女兒上場，開始隨醫兼學泡製藥草，直到1939年父親因大腸癌病逝，藥店執照被收回不能再營業。
莊淑旂18歲那年，正值中日戰爭期間，當時台灣正受日本統治，父母擔心未婚的莊淑旂可能被日軍徵去當慰安婦，於是父親走訪朋友，母親拜託親戚，要招一個女婿入門。就在短短幾天之內，就為她找到了一門親事，招贅陳右樂成婚。1945年日本二戰投降，國民政府接收台灣，也是在這年先生因肺癌病逝，留下4位子女及1位遺腹子。1950年在沒有準備下，考試前天臨時得知隔日的漢醫師考試，參加考試及格，1951年獲得第一位台灣女性漢醫師執照。「廣和堂」藥舖重新開業，家庭經濟開始好轉。
1955年的白色恐怖時期，因從事地下錢莊，違反「國家總動員令」，判刑3年，入獄。獄中因胃出血，申請保外就醫。獲得病人綿紗大王石鳳翔（蔣緯國岳父）之助，得以帶長女赴日就醫，留下另外4位子女在台。

## 旅居日本
初到日本時不會日語，加上其他因素，到人家中幫傭賺取生活費。後來莊淑旂到日本厚生省出示台灣的中醫師執照，表明到日本研究癌症，日本厚生省安排他到日本國立刀根山病院旁聽，照顧癌末病患，莊淑旂於1961年進入日本慶應義塾大學醫學部，成為藥理學研究生，1965年4月29日，莊淑旂在友人幫助之下，獲得特赦。1966年1月19日，以41歲完成日本慶應義塾大學醫學部醫學博士學位。據莊淑旂說，東瀛9年留學期間從未有過任何消遣。
1966年，受邀為日本皇室當時時任太子妃美智子調養身體，建議記下每日健康狀況，藉助一、改善飲食。二、調整心情。三、運動改善體質，獲得很好的成果，使她恢復健康。在日本成名。
1967年，莊淑旂遠赴奧地利維也納發表論文，並回程短暫返鄉探親。而後在日本成立國際癌體質改善研究會，擔任日本《主婦之友》保健雜誌相談顧問。
1977年，成立國際抗癌家族協會，並接受民眾諮詢。
1978年7月，莊淑旂進入日本皇室擔任時任太子妃美智子的營養調理師和日本皇室健康顧問。

## 近況
1988年，莊淑旂回台定居，推廣「防癌宇宙操」。
1981年羅馬教宗若望保祿二世遭受槍擊後並緊急手術治療，但因手術麻醉過久導致昏迷，後來日本駐羅馬大使工藤紀夫，曾向教廷推薦莊淑旂，到羅馬替若望保祿二世進行補氣治療。以莊淑旂的紅棗茶進行療養，使若望保祿二世慢慢恢復健康，莊淑旂也因此獲得羅馬教廷勳章。
2004年12月22日，兒子陳再生用台製「女寶」混充日本原裝貨高價出售，因為外包裝的相似度高達99%，幾乎難辨真假。
2009年5月7日，莊淑旂博士舉行退休記者會，宣佈以90歲高齡退休。退休後，莊淑旂更積極推廣均衡飲食。

## 過世
2015年2月4日，莊淑旂因在桃園市龍潭區的媳婦家中吃過午餐後，坐在椅子上休息時，突然大喘3口氣後，在家中安詳辭世，享耆壽96歲。
莊淑旂與美智子通信百餘封，因此過世消息傳到日本皇室後，宮內廳深怕美智子受到影響，未在第一時間告知美智子。

## 保健主張
消除疲勞：莊淑旂認為癌症成因，主要是因為疲勞及偏食所致。自我健康管理的訣竅就是「今天的疲勞，今天消除」
提倡持衡的運動：推廣防癌宇宙操，藉拉開四肢內側肌肉，促使淋巴循環暢通，刺激脾臟，增強免疫功能。
預防感冒：推廣「湯匙疲勞預防感冒法」，預防感冒之發生，因為莊淑旂認為感冒乃萬病之源。
每日自我按摩：藉助簡單按摩操，改善疲勞體質。

## 著作
- 抗癌調養與老年照護：莊淑旂的宇宙健康法9 時報出版 ，出版日期：2011-11-18
- 無齡的養生智慧：莊淑旂的宇宙健康法8 時報出版 ，出版日期：2009-10-22
- 月經是女人一生健康美麗的指南(軟精裝) 種籽文化 ，出版日期：2009-06-11
- 月子的美學(附坐月子方法VCD) 種籽文化 ，出版日期：2009-04-02
- 熟齡健康自己來：淑旂的宇宙健康法7 時報出版 ，出版日期：2007-03-15
- 女人的三春2：更年期．銀髮族篇－莊淑旂的宇宙健康法6 時報出版 ，出版日期：2006-06-15
- 女人的三春【生理期╱坐月子篇】：莊淑旂的宇宙健康法 時報出版 ，出版日期：2005-09-05
- 管好健康活到老：莊淑旂的宇宙健康法4 時報出版 ，出版日期：2004-10-25
- 今天的疲勞，今天消除：莊淑旂的宇宙健康法3 時報出版 ，出版日期：2004-01-17
- 體內環保：莊淑旂的宇宙健康法2 時報出版 ，出版日期：2003-05-24
- 月經是女人一生健康美麗的指南 種籽文化 ，出版日期：2002-11-04
- 莊淑旂回憶錄 遠流 ，出版日期：2001-11-01
- 人生因堅持而偉大—20位人生鬥士的證言 圓神 ，出版日期：1996-10-01
- 莊博士信箱(一) 廣平 ，出版日期：1993-12-15
- 莊博士信箱(二)  廣平 ，出版日期：1993-12-15
- 好朋友與妳 廣平 ，出版日期：1993-07-22
- 坐月子的方法 廣平 ，出版日期：1993-06-15
- 阿娘：介紹高齡者過身心快樂的生活 廣平 ，出版日期：1993-05-15

## 年譜
- 1920	出生於台北市迪化街，為中醫師莊阿炎之長女
- 1926	入私塾，拜漢學家曹秋圃為師
- 1933	隨父親莊阿炎學醫兼學泡製藥草
- 1950	中華民國中醫師考試及格
- 1955	廣和堂診所開設，兼任院長
- 1956	為研究西洋醫學赴日
- 1961	入慶應義塾大學醫學部，成為藥理學教室之研究生
- 1962	赴維也納國際藥學聯盟發表論文
- 1966	完成慶應義塾大學醫學部醫學博士學位
- 1978	國際家族防癌聯合會會長
- 1988	於台北成立財團法人青峰社會福利事業基金會並任董事長
- 1989	於台北中山堂舉辦青春永駐展覽演講會
- 1989	於台北社教館舉辦雙十國慶重陽節活動展覽演講會
- 1990	於台北太平洋崇光文化會館舉辦「健康的一天」系列演講
- 1990	於彰化縣政府大禮堂舉辦「如何生活不生氣」講座
- 1990	於彰化縣立文化中心舉辦「青春·健康」醫學展覽會
- 1991	於高雄市文化中心舉辦高齡自我健康管理的方法講座
- 1992	於北投清江國小和北投區公所舉辦指導防癌宇宙操
- 1993	於景美女中舉辦青少年性教育與自我健康管理講座及指導防癌宇宙操
- 1994	於社教館舉辦「自我健康管理」及「健康的一天」系列講座
- 1995	於台北北投創辦「風車女性健康管理機構」
- 1995	於台大校友會館舉辦中日癌症病人暨家族經驗交流座談會
- 1996	於東京舉辦「自己健康診斷及管理」講座
- 1997	於日橋協會演講預防醫學的重要性，及在台灣生活的健康要件
- 1998	於美國紐約和新美洲防癌交流舉辦講座參加北美衛視專訪
- 2015   於桃園市龍潭區的媳婦家中吃過午餐後，坐在椅子上休息時，突然大喘3口氣後家中安詳辭世，享壽96歲。

## 外部連結
- 名醫外婆 （页面存档备份，存于）
- 時報出版--莊淑旂作者專區